# アルペン丸の内タワー
アルペン丸の内タワー （アルペンまるのうちタワー） は、愛知県名古屋市中区丸の内二丁目にある超高層ビルである。

## 概要
スポーツ用品販売大手のアルペンが本社機能の集約を行うためトナミ運輸名古屋事務所跡地に建てた自社ビルである。アルペンのグループ企業本社などが中心となって入居しているが、完全なグループ会社専用ビルではなく、他社への賃貸も行っている。
グループ企業以外でもテナントとして近隣に親会社東建コーポレーションの本社がある住宅設備大手ナスラックが本社を構えている。
エントランス付近の植栽や2･3階屋上庭園は造園家岡田憲久が率いる景観設計室タブラ・ラサが設計を行っている。
普段はアルペンフィットネスクラブの会員以外の一般客が訪れることは少ないが、1階ロビーには所有者のアルペンのCMソング「ロマンスの神様」が爆発的にヒットした、シンガーソングライターの広瀬香美のサイン入りピアノが展示してあるほか、広瀬香美自身が訪れてライブを行われ、一般客が来場する場合もある。
ビルの形状や規模などで決まる固有振動数がこの地で起き易いとされる地震の周期と相似しているため、粘性系ダンパーとマスダンパーによる制震構造を取り入れて、地震対策としている。

## 主なテナント
- アルペン本社
- ジャパーナ本社
- キスマークジャパン本社
- ナスラック本社
- アルペンフィットネスクラブ

## QuattRO PISTE
24階にあり名古屋駅前の超高層ビル街などを展望できるレストランである。
かつては一般客も入れるイタリア料理のレストランとして別のビルにあったアルペン本社の一角で営業していたが、現在の施設になってからは社員食堂である。
ビル内にあるフィットネスクラブの会員になると社員でなくても利用出来て、社員食堂の価格で展望レストランの気分が味わえる。

## 最寄り駅
- 名古屋市営地下鉄鶴舞線・桜通線 丸の内駅